# Pokáč
Pokáč, vlastním jménem Jan Pokorný (* 25. července 1990 Praha), je český písničkář, textař, youtuber a muzikant (kytara, ukulele). V textech obvykle s humorem a nadsázkou zpracovává témata obyčejného života, často odkazuje na své původní povolání „ajťáka“. Během 10. let se postupně stal jedním z nejpopulárnějších českých písničkářů. Roku 2021 získal stříbrného Slavíka v kategorii Zpěvák a dvě platinové desky.

## Osobní život
Vyrůstal ve středočeské vesnici Stehelčeves poblíž Kladna. Po vystudování Gymnázia Václava Beneše Třebízského ve Slaném absolvoval magisterský obor Otevřená informatika na FEL ČVUT. V rámci studia softwarového inženýrství a počítačového vidění strávil půl roku na stáži v Bruselu, kde se podílel na vývoji autonomních vozidel pro automobilku Toyota. 
Během studií přesídlil zpět do rodné Prahy, do rodinné vily na Petřinách. Roku 2021 se oženil s českou vícebojařkou Eliškou Klučinovou. Společně mají syny Teodora (* 2021) a Tobiáše (* 2022).

## Hudební kariéra
Své první písně napsal v roce 2008. Svůj první koncert absolvoval 4. dubna 2009 ve Slaném, jako předskokan. Roku 2011 vytvořil autorské duo s právě začínajícím zpěvákem Voxelem a jako textař se podílel na jeho dvou albech (AllBoom, Motýlí efekt); z této spolupráce vznikla například píseň „V naší ulici“, která dosáhla několik milionů zhlédnutí na YouTube. Jejich společná píseň „Zejtra je taky den“ (2013) byla první výraznější zmínkou o Pokáčovi jakožto interpretovi. Roku 2015 vytvořil svůj debutový singl „Vymlácený entry“; finance na natočení klipu získal díky crowdfundingové kampani na platformě Startovač.
V roce 2017 vydal své první studiové album Vlasy, které obsahovalo hity „Mám doma kočku“, „Rád chodím na poštu“ nebo „Co z tebe bude“. Následně získal nominace na objev roku v hudebních anketách Český slavík i ceny Anděl; druhé studiové album Úplně levej (2019) pokřtil ve Foru Karlín. Obě alba získala dvojnásobné platinové desky za prodej. Třetí studiové album Antarktida (2021) bylo pokřtěno 24. září 2022 na dosud největším koncertě Pokáče v O2 aréně Praha.
Pokáč spolupracuje také s jinými interprety; podílel se na textech několika písní skupin Mirai („Chci tančit“, „Anděl“, „365“ a další) a Rybičky 48 („My“, „Zamilovaný a nešťastná 2“), dále je spoluautorem textů několika písní Jakuba Děkana („Já vím“, „Příběh“), se kterým také nazpíval duet „Co bejvávalo už není“. S Pavlem Calltou nazpíval virální hit „Písnička“, své síly spojil se swingovou kapelou B-Side Band a společně vydali swingovou předělávku Pokáčovy původní písně „Co z tebe bude“ pro album Folk Swings. Napsal také text skladby „Nejsem další!“ z třetího ročníku hudebního projektu AquaBabes 2016, textařsky se podílel na písni „Cizí zeď“ v projektu 1/10 od OneManShow FOUNDATION. V sezóně 2018/2019 psal písně pro fotbalový klub AC Sparta Praha, jehož je fanouškem. V únoru 2020 absolvoval koncertní turné po Austrálii. Od března 2020 glosuje na Frekvenci 1 aktuální dění ve společnosti pod názvem Pokáčova rychlovka.
Mezi jeho písněmi je řada duetů s hudebníky, například s Kateřinou Marií Tichou, Berenikou Kohoutovou či Jakubem Ondrou. S Annou Julií Slováčkovou nazpíval píseň „I když jsme plešatý“, která má za cíl podpořit děti a mladé onkologické pacienty z projektu Můj nový život. K nejznámějším skladbám patří „Vymlácený entry“, „Mám doma kočku“, „V lese“, „Rád chodím na poštu“, „Matfyzák na discu“ či „Cowboy“.[zdroj?]
25. května 2021 vydal Pokáč v pořadí třetí studiové album, Antarktida, obsahující písně jako „Holky to objektivně lehčí maj”, „Lék na bolest duše”, „Cowboy” nebo „Anděl”; ke všem zmíněným singlům byly natočeny videoklipy.
V roce 2022 nazpíval píseň s Jaromírem Nohavicou „Vzpomínáš, co zpíval John“.
Listopadové Rodinné album (2023; čtvrté v pořadí) dle svých slov psal jako spokojený otec, zatímco trojici předchozích „jako student, ajťák a tak trochu cynik“.

## Ceny a nominace
- 2017 – nominace na objev roku v anketách Český slavík a Ceny Anděl
- 2019 – nominace v kategorii sólový interpret v anketě Ceny Anděl
- 2020 – cena OSA pro autora roku za nejhranější popovou píseň (Anděl – Mirai)
- 2021 – 2× Platinová deska za alba Vlasy i Úplně levej
- 2021 – Český Slavík v kategorii zpěvák
- 2022 – nominace na Českého Slavíka v kategorii zpěvák
- 2023 – nominace na Českého Slavíka v kategorii zpěvák

## Dobročinnost
Prostřednictvím portálu Znesnáze založil fond na podporu hudebního vzdělání dětí v základních uměleckých školách.

## Diskografie

### Alba
Demo alba
- Pekáč (2009)
- Pokák (2011)

Oficiálně vydaná alba
- Vlasy (2017)[14]
- Úplně levej (2019)
- Antarktida (2021)[15]
- Rodinné album (2023)[12]

Živé album
- Pokáčovo Arena (2022)

### Singly
| Album                      | Píseň                                       |
| -------------------------- | ------------------------------------------- |
| Pekáč (2009)               | Perfektní gentleman                         |
| Pekáč (2009)               | Pohádka                                     |
| Pekáč (2009)               | Balada o pivu                               |
| Pekáč (2009)               | Porno                                       |
| Pekáč (2009)               | Virtuální vztah                             |
| Pekáč (2009)               | Jak se dělá hit                             |
| Pekáč (2009)               | Umělec moderní doby                         |
| Pekáč (2009)               | Bisexuální diskofil                         |
| Pokák (2011)               | Přírodní                                    |
| Pokák (2011)               | Novinky                                     |
| Pokák (2011)               | Bezdomovecká                                |
| Pokák (2011)               | Julie a Romeo                               |
| Pokák (2011)               | Demence                                     |
| Pokák (2011)               | Alou spát                                   |
| Pokák (2011)               | Pískač                                      |
| Pokák (2011)               | Strýček Pedo                                |
| Pokák (2011)               | Nestíhám                                    |
| Pokák (2011)               | Milionář                                    |
| Vlasy (2017)               | Vlasy                                       |
| Vlasy (2017)               | Nikde žádnej sníh                           |
| Vlasy (2017)               | Co z tebe bude                              |
| Vlasy (2017)               | Rád chodím na poštu                         |
| Vlasy (2017)               | Lovesongy (feat. Kateřina Marie Tichá)      |
| Vlasy (2017)               | Mám doma kočku                              |
| Vlasy (2017)               | Kdybych dneska nevstal                      |
| Vlasy (2017)               | 26                                          |
| Vlasy (2017)               | Vymlácený entry                             |
| Vlasy (2017)               | Nedělám nic, ale dělám to dobře             |
| Vlasy (2017)               | Padá hvězda                                 |
| Vlasy (2017)               | Blbej den                                   |
| Vlasy (2017)               | Holky                                       |
| Vlasy (2017)               | Stereotypy                                  |
| Vlasy (2017)               | Porno (Live)                                |
| Vlasy (2017)               | Pohádka (Live)                              |
| Vlasy (2017)               | Vymlácený entry (Live)                      |
| Vlasy (2017)               | Místa                                       |
| Vlasy (Prodloužené) (2017) | přidaná skladba: Aromatické léto            |
| Úplně levej (2019)         | Kouření je hnusný zvyk                      |
| Úplně levej (2019)         | Matfyzák na discu                           |
| Úplně levej (2019)         | Úplně levej                                 |
| Úplně levej (2019)         | Hořkosladká komedie                         |
| Úplně levej (2019)         | Jaro (feat. Berenika Kohoutová)             |
| Úplně levej (2019)         | V Lese                                      |
| Úplně levej (2019)         | Hrdinský čin (feat. Jakub Ondra)            |
| Úplně levej (2019)         | Aromatické léto                             |
| Úplně levej (2019)         | Láska na vsi (feat. Petra Göbelová)         |
| Úplně levej (2019)         | Spinkej spinkej                             |
| Úplně levej (2019)         | Probuzení                                   |
| Úplně levej (2019)         | Voděvzdorné šibenice (feat. Kája Bulawová)  |
| Úplně levej (2019)         | Mám rýmu                                    |
| Úplně levej (2019)         | Farmář Tonda                                |
| Antarktida (2021)          | Holky to objektivně lehčí maj               |
| Antarktida (2021)          | Cowboy                                      |
| Antarktida (2021)          | Chudák alzák                                |
| Antarktida (2021)          | Lék na bolest duše                          |
| Antarktida (2021)          | Dej mi pusu                                 |
| Antarktida (2021)          | Antarktida                                  |
| Antarktida (2021)          | Děti                                        |
| Antarktida (2021)          | Jsem pozitivní                              |
| Antarktida (2021)          | To si na Googlu vyhledejte                  |
| Antarktida (2021)          | I když jsme plešatý (feat. Anna Slováčková) |
| Antarktida (2021)          | Nešahej na mě                               |
| Antarktida (2021)          | Na pláži                                    |
| Antarktida (2021)          | Když je hokej lední                         |
| Antarktida (2021)          | Tak tě tu vítám                             |
| Antarktida (2021)          | Kabinka                                     |
| Antarktida (2021)          | Anděl                                       |